# 超資本主義
超資本主義（ちょうしほんしゅぎ、英：Supercapitalism）は、資本主義を何らかの意味で、進めた、あるいは超越した思想・運動・体制である。ここではイタリアのファシズムによって提起された超資本主義について記述する。

## 概要
1933年に、ベニート・ムッソリーニは、「超資本主義」と呼ばれる概念を提起した。
ムッソリーニは資本主義は退化したと批判し続けた。彼は、以前には、資本主義は「ダイナミックな資本主義」または「英雄的資本主義」(en:heroic capitalism) （1830年 - 1870年）、後には「国家的資本主義」(static capitalism) （1870年 - 1914年）、最後には腐敗した「超資本主義」（1914年 - ）になると主張した。
ムッソリーニは、マルクス主義者のシステムを「国家超資本主義」(State Supercapitalism)と呼んだ。ムッソリーニによると、国家の介入には4つの種類がある。1番目は自由主義諸国での組織化されない散発的な介入で、超資本主義で最も使用される。2番目は超資本主義での共産主義者による介入である。3番目は彼は最初の2つの国家的介入システムのコンビネーションと考えた、アメリカ合衆国が使用した干渉である。
ムッソリーニは、イタリアのファシズムはイタリアの農業部門とは互換性のない超資本主義ではなく、近代化や技術開発に貢献するダイナミックで英雄的な資本主義を支持する、と主張した。

## 参照
1. ↑  Mussolini, Benito. Four speeches on the corporate state: with an appendix including the labour charter, the text of laws on syndical and corporate organisations and explanatory notes. Laboremus, 1935. Pp. 16.
2. ↑  Falasca-Zamponi. Pp. 136.
3. ↑  Mussolini, Benito. Four speeches on the corporate state: with an appendix including the labour charter, the text of laws on syndicalist and corporate organizations and explanatory notes. Laboremus, 1935.
4. ↑  Falasca-Zamponi. 2000. Pp. 136.